# (7100) Martin Luther
(7100) Martin Luther est un astéroïde de la ceinture principale.

## Description
(7100) Martin Luther est un astéroïde de la ceinture principale. Il fut découvert par Cornelis Johannes van Houten et Ingrid van Houten-Groeneveld le 29 septembre 1973 à partir de clichés pris par Tom Gehrels à l'observatoire Palomar. Il présente une orbite caractérisée par un demi-grand axe de 2,8676 UA, une excentricité de 0,0889 et une inclinaison de 1,2655° par rapport à l'écliptique.
Il fut nommé en hommage au théologien et réformateur religieux Martin Luther (1483-1546).

## Compléments